# Lepidodactylus vanuatuensis
Lepidodactylus vanuatuensis là một loài thằn lằn trong họ Gekkonidae. Loài này được Ota, Fisher, Ineich, Case, Radtkey & Zug miêu tả khoa học đầu tiên năm 1998.